# 1944 în informatică
- 1943 în informatică — 1944 în informatică — 1945 în informatică

1944 în informatică a însemnat o serie de evenimente noi notabile:

## Evenimente

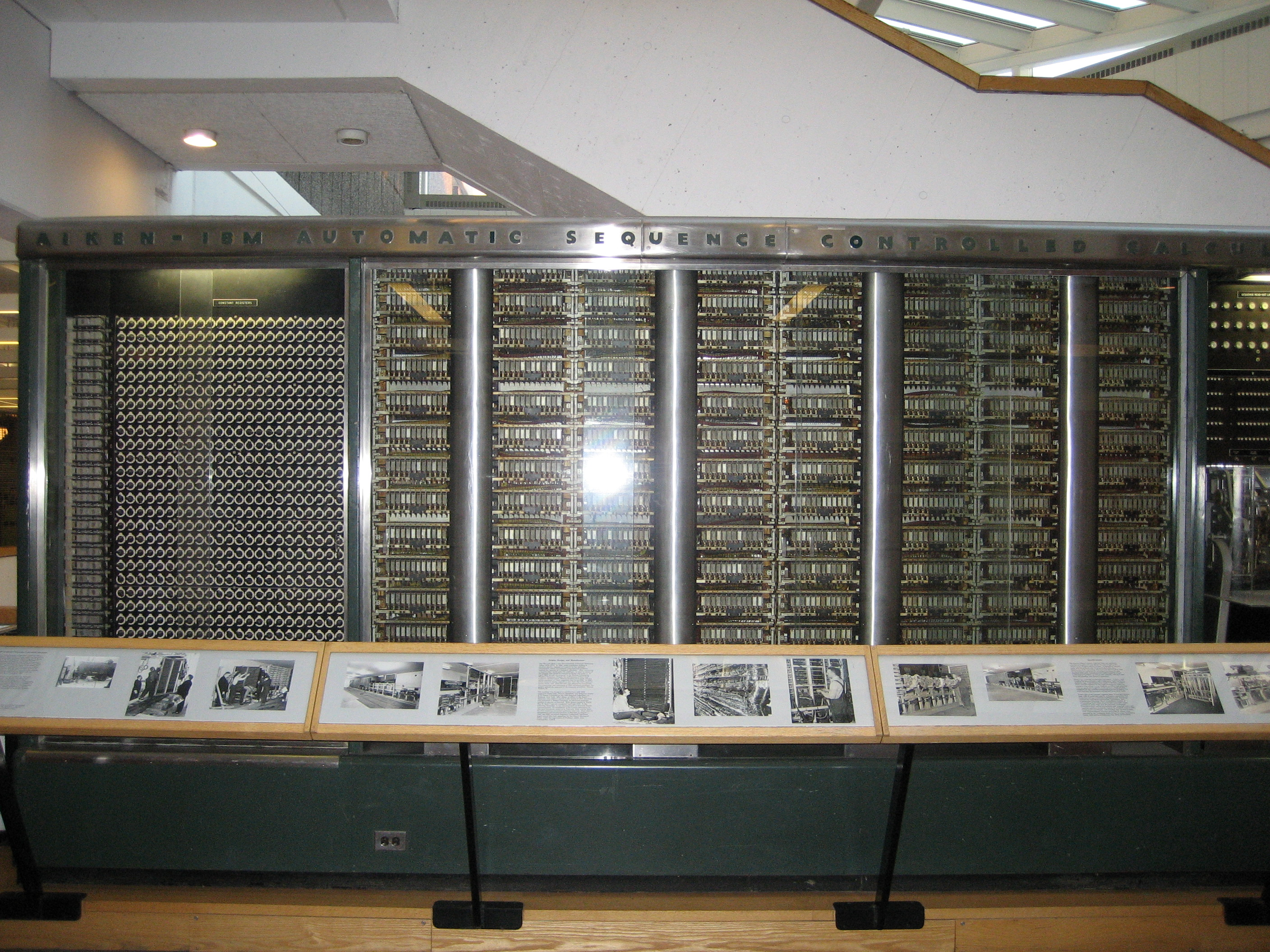
Harvard Mark I

- Apare Harvard Mark I - primul mare calculator electromecanic de uz general (alt nume - IBM ASCC de la IBM Automatic Sequence Controlled Calculator). A fost conceput de Howard H. Aiken, construit de IBM și dus la Harvard, în februarie 1944.[1]
- În perioada 1943 –1945 este construit ENIAC în Statele Unite.

## Nașteri
- 5 iunie: Whitfield Diffie, matematician și criptograf american, remarcat ca fiind unul dintre pionierii criptografiei cu chei publice.[2]